# Salvatore Sirigu
Salvatore Sirigu (n. 12 ianuarie 1987, Nuoro, Sardinia, Italia) este un fotbalist italian, care joacă pe post de portar la Palermo în Serie B. Pe plan internațional, are prezențe la națională pentru Italia U18⁠(d), Italia U19⁠(d), Italia U21⁠(d) și Italia.
Are 1,92 m înălțime și 80 de kg. Primele apariții importante în naționala Italiei au fost la Euro 2012, când i-a ținut locul lui Gianluigi Buffon, care suferise o accidentare. A fost convocat și la Cupa Mondială FIFA 2014, însă nu a jucat. La Euro 2016 a devenit portarul titular al Italiei, înlocuindu-l pe Buffon.

## Palmares

### Club
Paris Saint-Germain
- Ligue 1: 2012–13, 2013–14, 2014–15, 2015–16
- Trophée des Champions: 2013, 2014, 2015, 2016
- Coupe de la Ligue: 2013–14, 2014–15, 2015–16
- Coupe de France: 2014–15, 2015–16

### International
Italia
- Campionatul European de Fotbal: 2020;[4] vice-campion (2012)
- Locul 3 Cupa Confederațiilor FIFA: (2013)